# Torneo de las Cuatro Naciones 1892
El Torneo de las Cuatro Naciones de 1892 (Home Nations Championship 1892) fue la 10° edición del principal Torneo del hemisferio norte de rugby.
El campeón del torneo fue el seleccionado de Inglaterra.

## Clasificación
| Lugar | Selección  | Partidos | Partidos | Partidos  | Partidos | Puntos  | Puntos    | Puntos | Tabla de puntos |
| Lugar | Selección  | Jugados  | Ganados  | Empatados | Perdidos | A favor | En contra | dif.   | Tabla de puntos |
| ----- | ---------- | -------- | -------- | --------- | -------- | ------- | --------- | ------ | --------------- |
| 1     | Inglaterra | 3        | 3        | 0         | 0        | 29      | 0         | +29    | 6               |
| 2     | Escocia    | 3        | 2        | 0         | 1        | 9       | 7         | +2     | 4               |
| 3     | Irlanda    | 3        | 1        | 0         | 2        | 9       | 9         | 0      | 2               |
| 4     | Gales      | 3        | 0        | 0         | 3        | 2       | 33        | -31    | 0               |

## Resultados
| 2 de enero | Inglaterra | 17 - 0 | Gales | Londres, |  |

| 6 de enero | Inglaterra | 7 - 0 | Irlanda | Manchester, |  |

| 6 de febrero | Gales | 2 - 7 | Escocia | Swansea, |  |

| 20 de febrero | Escocia | 2 - 0 | Irlanda | Edimburgo, |  |

| 5 de marzo | Irlanda | 9 - 0 | Gales | Dublín, |  |

| 6 de marzo | Escocia | 0 - 5 | Inglaterra | Edimburgo, |  |

## Premios especiales
- Triple Corona:  Inglaterra
- Copa Calcuta:  Inglaterra